# NGC 1177
NGC 1177 je galaksija u zviježđu Perzej.

## Vanjske poveznice
- SEDS: NGC 1177